# Eimeria brunetti
Eimeria brunetti je kokcidie kura domácího. Její patogenita je menší v porovnání s infekcí E. tenella nebo E. necatrix, ale může zvyšovat mortalitu, zhoršovat konverzi krmiva a tím i hmotnostní přírůstky.
E. brunetti parazituje v dolní části tenkého střeva, obvykle od divertikula žloutkového váčku až k odstupu slepých střev. Časná anebo lehčí infekce E. brunetti se projevují na sliznici tenkého střeva její bledostí, zesílením a výskytem petechií; tyto léze se ale mohou přehlédnout. V těžších případech mohou změny postihovat celé střevo od žaludku až po kloaku, včetně slepých střev. Nachází se zvýšené množství hlenu, sliznice je zesílená, edématózní a silně poškozená. Vzniká hemoragická enteritida, později doprovázená za 5–7 dní po infekci (PI) koagulační nekrózou sliznice. Ve výkalech se mohou vyskytovat sražená krev a kousky sliznice střeva.
V současné době představuje E. brunetti asi 10–20 % z terénních izolátů kokcidií. Oocysty měří v průměru 24,6 × 18,8 µm, snadno se zamění za oocysty E. tenella. Většina terénních infekcí je makroskopicky obtížně diagnostikovatelná, musí být potvrzena mikroskopickým vyšetřením. Podobně vyhlížející změny se vyskytují při klostridiové nekrotické enteritidě.
Nepohlavní stadia první a druhé generace schizontů se vyskytují subepiteliálně v horní části tenkého střeva. Kolem 4. dne PI lze mikroskopicky prokazovat schizonty, buněčnou infiltraci a poškození sliznice. Pátý den po infekci jsou již narušeny vrcholky klků. Merozoity invadují epitel a vyvíjejí se do pohlavního stadia v dolní části tenkého střeva a slepých střevech. Ve vážných případech jsou klky kompletně obnaženy a někdy dokonce zůstává jen bazální membrána.
Minimální prepatentní doba (interval od počátku infekce až po vyloučení prvních oocyst) je u E. brunetti 120 hodin a minimální sporulační doba (doba potřebná k dozrání oocysty do infekčního stavu) činí 18 hodin. Maximální reprodukce zjištěná po pozření 1 oocyty – 400 000 oocyst.